# Bowhill ház
A Bowhill House történelmi épület az angol-skót határvidéken Selkirk városánál, Buccleuch hercegének egyik otthona. Az épület „A“ kategóriás műemlékvédelem alatt áll, a körülötte lévő területek szerepelnek a Skócia Kertjeinek és Tervezett Tájainak Leltárában.

## Története
William Murray 1690-ben vásárolta meg a földet, amelyre az első házat 1708-ban építette öccse, John Murray, Bowhill lordja. 1747-ben Francis Scott, Buccleuch 2. hercege  megvásárolta fia, Lord Charles Scott számára, aki Roxburgh vagy Selkirk megyében akart indulni a parlamenti választásokon.
1767-ben Henry, a harmadik herceg erőtelepítésbe kezdett a birtokon. 1800-ban a negyedik herceg, Charles, elkezdte átalakítani az addig időnként használt nyári házat egy nagyobb villává, galéria és díszterem is épült. A Buccleuch művészeti gyűjtemény ekkor jött létre, amikor Charles és felesége, Elizabeth, egyesítették a Montagu, Douglas és Scott családok örökségét.
Walter, az 5. herceg, számos változtatást hajtott végre a Bowhill házon. 1831-ben az épület bejáratát áthelyeztette déli oldalról az északira. Az épület végső formáját 1876-ban nyerte el, ekkorra a hossza 133 méter lett.
A Bowhill ház az egyik otthona a hatalmas magán művészeti gyűjteménynek. Az ebédlőben olyan híres művészek alkotásai találhatók, mint Canaletto, Gainsborough és Reynolds. A gyűjtemény több mint 600 év alatt jött létre, és ezer miniatűr és ötszáz festmény, valamint számos műtárgy található benne. A Buccleuch miniatűr gyűjteményről azt mondják, hogy csak a Királyi Gyűjtemény előzi meg. A teljes gyűjtemény három helyszínen van kiállítva: Bowhill ház, Drumlanrig kastély és Boughton ház.
A kert és a ház nyitva áll a nagyközönség számára, és a látogatók számára sétalehetőségeket és egy kalandjátszóteret is kínálnak.

## Fordítás
Ez a szócikk részben vagy egészben  a   Bowhill House című angol Wikipédia-szócikk ezen változatának fordításán alapul.  Az eredeti cikk szerkesztőit annak laptörténete sorolja fel. Ez a jelzés csupán a megfogalmazás eredetét és a szerzői jogokat jelzi, nem szolgál a cikkben szereplő információk forrásmegjelöléseként.